# بومة الغياض الإفريقية
بُوْمَةُ الغِيَاضِ الأَفْرِيْقِيَّةِ أو بومة الخشب الأفريقية (بالإنجليزية: African wood owl)‏ هي إحدى أنواع البوم الإفريقيَّة مُتوسطة القد، قاتمةُ العيون، وعديمة الخصلات الريشيَّة فوق الأذن، مما يجعلها تبدو وكأنَّها صمعاء (عديمة الأذن).
يتراوح طول الفرد من هذه الطيور بين 30 إلى 36 سنتيمترًا، وزنتها بين 240 إلى 350 گرامًا. تنتشرُ هذه الطيور في أفريقيا من السنغال وغامبيا غربًا حتَّى السودان شرقًا، وإلى أنغولا جنوبًا، وجمهوريَّة الكونغو الديمقراطيَّة وكينيا وساحل القارَّة الشرقي وصولًا إلى جنوب أفريقيا. موئلها الطبيعي الرئيسي هو الغابات والأحراج، غير أنَّها قد تقطن المزارع أيضًا.
تُشكِّلُ الحشرات أغلب قوتها، لكنَّها قد تفتك بالزواحف والثدييات الصغيرة وبعض أنواع الطيور الأُخرى كذلك. يمتدُّ موسمُ التفريخ من شهر تمّوز (يوليو) حتَّى تشرين الأوَّل (أكتوبر)، وخلاله تضع الأنثى ما بين بيضة وثلاث بيضات داخل جذع شجرةٍ مُجوَّف، وترخمها طيلة 31 يومًا تقريبًا.
تُغادرُ الفراخ العُش بعد حوالي 5 أسابيع من الفقس، وتبدأ بالطيران بعد أسبوعين من هذا. تبقى الفراخ اليافعة إلى جانب أبويها طيلة أربعة شهور تقريبًا، وفي بعض الأحيان حتَّى موسم التفريخ القادم. نداءُ هذه الطيور عِبارة عن سلسلةٍ سريعةٍ من النعيب الصاخب. يُصنِّف الاتحاد العالمي للحفاظ على الطبيعة هذه الطيور ضمن قائمة الحيوانات غير المُهددة، فهي مألوفة في أغلب أنحاء موطنها.

## وصلات خارجيَّة

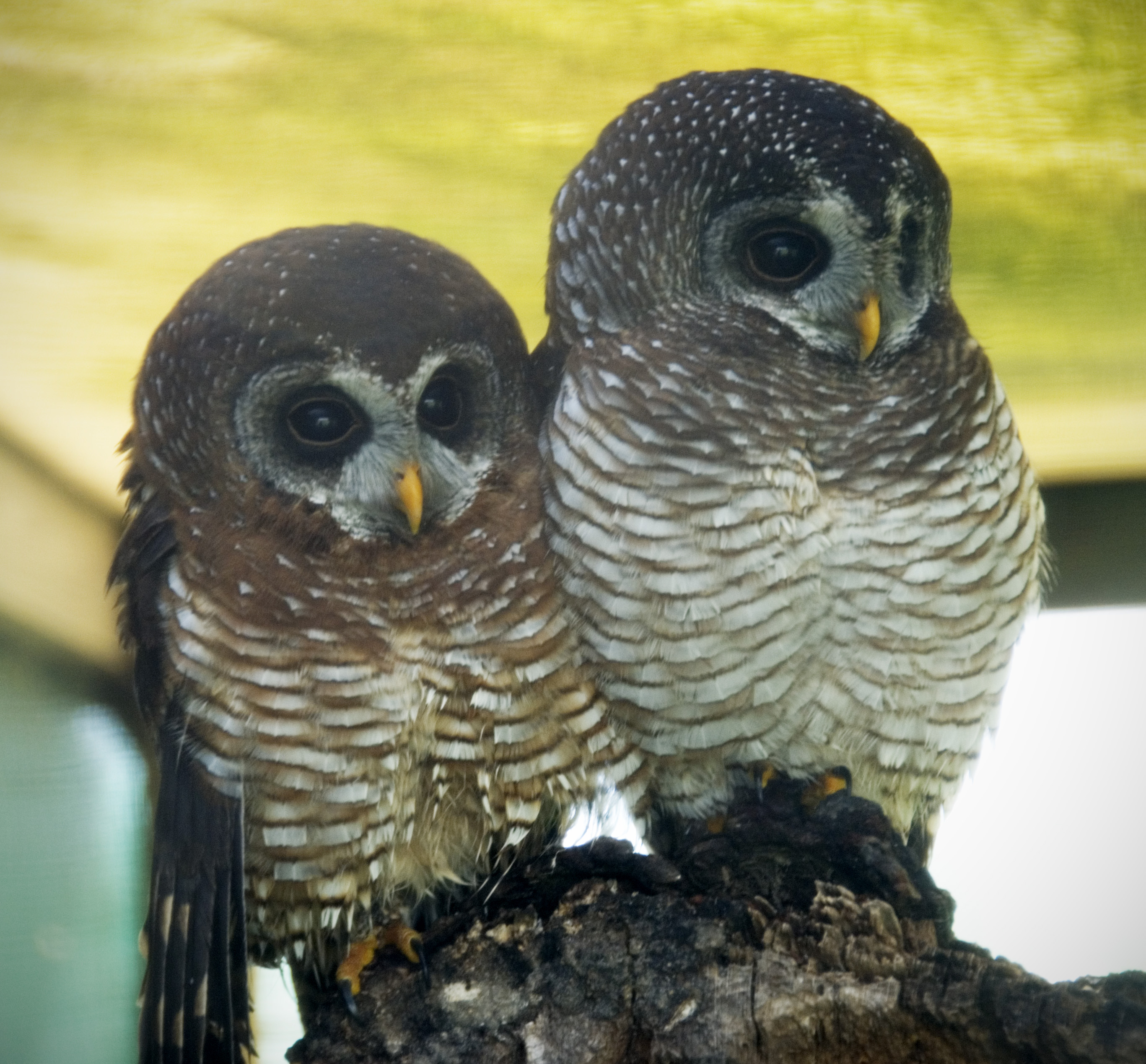
زوج

- بومة الغياض الأفريقيَّة- معلوماتٌ عن النوع من أطلس طيور أفريقيا الجنوبيَّة.